# صدف سه‌گوش
صدف سه‌گوش (نام علمی: Spisula aequilateralis) نام یک گونه از راسته صدف‌های سفت‌پوسته است.